# 肥薩線
肥薩線（ひさつせん）は、熊本県八代市の八代駅から鹿児島県霧島市の隼人駅に至る、九州旅客鉄道（JR九州）の鉄道路線（地方交通線）である。このうち八代駅 - 吉松駅間には吉都線全線と合わせて「えびの高原線」（えびのこうげんせん）の愛称が付けられている。
2020年に発生した令和2年7月豪雨で被災したため八代駅 - 吉松駅間で運転を休止しているが、2033年度の八代駅 - 人吉駅間の復旧と上下分離方式移行を目指し、2025年度より工事や手続きが行われる予定である（詳細は後節を参照）。

## 概要
熊本県南部から宮崎県南西部、鹿児島県東部を経由し、南九州3県を縦貫する唯一の鉄道路線である。鉄道作業局の手により、1901年（明治34年）に開通していた鹿児島線の鹿児島駅 - 隼人駅間から続く形で工事が始まり、1903年（明治36年）に吉松駅まで開通した。八代駅側からは1908年（明治41年）に人吉駅まで開通し、翌1909年（明治42年）に人吉駅 - 吉松駅間が開通して八代駅 - 鹿児島駅間が鹿児島本線として全通した。1927年（昭和2年）に、八代駅 - 鹿児島駅間の海岸沿いに新線が開業すると、元の区間は旧肥後国と旧薩摩国を結ぶことから「肥薩線」と改められた。さらに、1932年（昭和7年）に隼人駅 - 鹿児島駅間が日豊本線の一部となったため、残る八代駅 - 隼人駅間は、その路線名にもかかわらず、旧薩摩国を通らないこととなった。
1974年（昭和49年）から1980年（昭和55年）までは、博多駅 - 宮崎駅間の特急「おおよど」、1959年（昭和34年）から2000年（平成12年）まで熊本駅 - 宮崎駅間の急行「えびの」（当初は準急）が経由し、吉都線とともに中九州と南九州を結ぶ役割を持っていた。このほか、日本国有鉄道（国鉄）時代は門司港駅 - 人吉駅間に夜行列車が設定され、夏季や冬季の連休シーズンに不定期列車として大阪駅 - 人吉駅間に急行「ひとよし」が運行されていた。
人吉駅以北は「川線」、以南は「山線」という通称がある。
JR九州管区内で最多を数える木造駅舎や球磨川沿いの景観、山間のループ線、スイッチバックなどが見所である。「えびの」廃止以後、特に利用者の少ない人吉 - 吉松間については廃止の可能性も取り沙汰されていたが、2004年（平成16年）3月13日の九州新幹線部分開業を期に、これらの観光資源に着目し、観光路線としての整備が進められている。近年では「SL人吉」「いさぶろう」「しんぺい」「はやとの風」などの観光列車の導入が行われており、現在では周辺住民の利用とともに観光利用も多く、南九州の観光資源の一つとして定着している。
2005年（平成17年）まで豊肥本線で「SLあそBOY」として運転していた蒸気機関車58654（8620形）が修復され、2009年（平成21年）4月25日から熊本駅 - 人吉駅間で「SL人吉」としておおむね金・土・日曜日・祝日および夏休み期間中に1日1往復運転している。
嘉例川駅 - 表木山駅間で西側に鹿児島空港の滑走路が線路より高台に並行するが、滑走路西側にある空港ターミナルビルまでのアクセスが悪く、空港連絡鉄道としては殆ど機能していない。

### 路線データ
- 管轄（事業種別）：九州旅客鉄道（第一種鉄道事業者）
- 路線距離（営業キロ）：124.2 km
- 軌間：1067mm
- 駅数：28（起終点駅含む）
  - 肥薩線所属駅に限定した場合、起終点駅（八代駅は鹿児島本線、隼人駅は日豊本線の所属[8]）が除外され、26駅となる。
- 複線区間：なし（全線単線）
- 電化区間：なし（全線非電化）
- 最高速度：85 km/h[2]
- 閉塞方式：特殊自動閉塞式（電子符号照査式）

八代駅 - 真幸駅間が熊本支社、吉松駅 - 隼人駅間が鹿児島支社の管轄であり、宮崎県と鹿児島県の県境付近に支社境がある。
電子符号照査式の自動閉塞式のため、一般向けリアルタイム列車位置情報システム「どれどれ」は非提供 だが、八代駅と隼人駅に停車する列車及び出発、接近する列車については閲覧できる。

### 利用状況

#### 平均通過人員
各年度の平均通過人員（人/日）および旅客運輸収入は以下のとおりである。
| 年度                   | 平均通過人員（人/日） | 平均通過人員（人/日） | 平均通過人員（人/日） | 平均通過人員（人/日） | 旅客運輸収入 （百万円/年） | 出典   |
| 年度                   | 全区間                | 八代駅 - 人吉駅       | 人吉駅 - 吉松駅       | 吉松駅 - 隼人駅       | 旅客運輸収入 （百万円/年） | 出典   |
| ---------------------- | --------------------- | --------------------- | --------------------- | --------------------- | -------------------------- | ------ |
| 1987年度（昭和62年度） | 1,400                 | 2,171                 | 569                   | 1,109                 |                            | [ 10 ] |
| 2016年度（平成28年度） | 458                   | 478                   | 108                   | 758                   | 281                        | [ 10 ] |
| 2017年度（平成29年度） | 507                   | 603                   | 138                   | 719                   | 430                        | [ 11 ] |
| 2018年度（平成30年度） | 417                   | 455                   | 106                   | 656                   | 359                        | [ 12 ] |
| 2019年度（令和元年度） | 385                   | 414                   | 106                   | 605                   | 329                        | [ 13 ] |
| 2020年度（令和02年度） | 480                   | 非開示                | 非開示                | 480                   | 55                         | [ 14 ] |
| 2021年度（令和03年度） | 518                   | 非開示                | 非開示                | 518                   | 62                         | [ 15 ] |
| 2022年度（令和04年度） | 493                   | 非開示                | 非開示                | 493                   | 62                         | [ 16 ] |

#### 線区別収支
各年度の収支（営業収益、営業費、営業損益）は以下のとおりである。▲はマイナスを意味する。なお、八代駅 - 人吉間および人吉駅 - 吉松駅間については、令和2年7月豪雨の影響で不通となっているため、2020年度（令和2年度）以降は開示されていない。
| 年度                   | 収支（百万円） | 収支（百万円） | 収支（百万円） | 出典   |
| 年度                   | 営業収益       | 営業費         | 営業損益       | 出典   |
| ---------------------- | -------------- | -------------- | -------------- | ------ |
| 2018年度（平成30年度） | 271            | 844            | ▲573           | [ 17 ] |
| 2019年度（令和元年度） | 252            | 873            | ▲621           | [ 18 ] |

| 年度                   | 収支（百万円） | 収支（百万円） | 収支（百万円） | 出典   |
| 年度                   | 営業収益       | 営業費         | 営業損益       | 出典   |
| ---------------------- | -------------- | -------------- | -------------- | ------ |
| 2018年度（平成30年度） | 61             | 322            | ▲261           | [ 17 ] |
| 2019年度（令和元年度） | 58             | 328            | ▲270           | [ 18 ] |

| 年度                   | 収支（百万円） | 収支（百万円） | 収支（百万円） | 出典   |
| 年度                   | 営業収益       | 営業費         | 営業損益       | 出典   |
| ---------------------- | -------------- | -------------- | -------------- | ------ |
| 2018年度（平成30年度） | 120            | 479            | ▲359           | [ 17 ] |
| 2019年度（令和元年度） | 110            | 480            | ▲370           | [ 18 ] |
| 2020年度（令和02年度） | 46             | 340            | ▲294           | [ 19 ] |
| 2021年度（令和03年度） | 61             | 323            | ▲262           | [ 20 ] |
| 2022年度（令和04年度） | 59             | 402            | ▲343           | [ 21 ] |

## 沿線概況
沿線は人吉駅と吉松駅を境に大きく3つの区域に分かれ、それぞれに特徴がある。
八代駅から人吉駅までは川線と呼ばれる区間で、日本三大急流の一つである球磨川に沿い、深い渓谷を縫って走る景観を望むことができる。なお、区間の大半（鎌瀬駅 - 渡駅間）は川の西岸を走行する。
八代駅を出ると、すぐに肥薩おれんじ鉄道線（旧・鹿児島本線）がオーバークロスするが、その辺りから球磨川の東岸を走る。九州新幹線の橋梁の下を通り、ゆったりとした球磨川の流れを望める。途中、九州自動車道が川を2回オーバークロスする間では西岸に旧深水発電所を見ることができ、かつては2018年3月に撤去された熊本県営荒瀬ダムを見ることができた。鎌瀬駅を過ぎるとすぐに球磨川第一橋梁を渡り、線路は西岸に移る。この橋梁は1906年にアメリカン・ブリッジが製造し、間組が構築した橋である。瀬戸石駅を過ぎると電源開発瀬戸石ダムを見ることができる。このあたりからかなり急峻な地形となり、白石駅から渡駅のあたりまでは、川の中に数多くの瀬を見ることができる。白石駅の次の球泉洞駅の名前は、総延長4800mと九州最大級の鍾乳洞である球泉洞から付けられたものである。近くには球磨川下りの船着き場もあり、渡り船やラフティングなどの様子が見られる。渡駅の手前で球磨川第二橋梁を渡り、また東岸に戻る。渡駅と西人吉駅の間には桜並木があり、春先には桜のトンネルになる。
人吉駅から吉松駅までは熊本・宮崎県境の国見山地を越える、高低差430mの山線と呼ばれる区間で、大畑駅のループ線とスイッチバック、日本三大車窓の矢岳越えなどといった景観が続く。
人吉駅を出ると、くま川鉄道湯前線の相良藩願成寺駅の手前まで一部線路を共用し、その後でくま川鉄道湯前線と分岐、球磨川を渡る。しばらくは平坦なところを走るが、すぐに山の中に入り、小さなトンネルを4つほど通り、大畑駅に到着する。ここでスイッチバックとループ線を通り、山の中を肥薩線最高所にある矢岳駅まで上る。矢岳駅にはSL展示館がある。
肥薩線で最も長い矢岳第一トンネルを抜けて真幸駅に向かう途中で、眼下の加久藤盆地やその向こうの霧島連山を望むことができる。この車窓は日本国有鉄道（国鉄）が選定した日本三大車窓の一つに数えられており、線路沿いには、風景案内のための看板も設置されている。真幸駅を過ぎ、2番目の第二山神トンネルは肥薩線列車退行事故があったトンネルである。トンネル群を過ぎると平坦になり、吉松駅に到着する。
吉松駅から隼人駅までは山間部と農村を走る区間である。肥薩線全線の中で最も利用者の多い区間で、朝夕は学生の利用が多く、それ以外の時間帯でも地域の住民の利用もある。大隅横川駅と嘉例川駅の駅舎は開業当初からの木造建築で、2006年（平成18年）に国の登録有形文化財になっている。

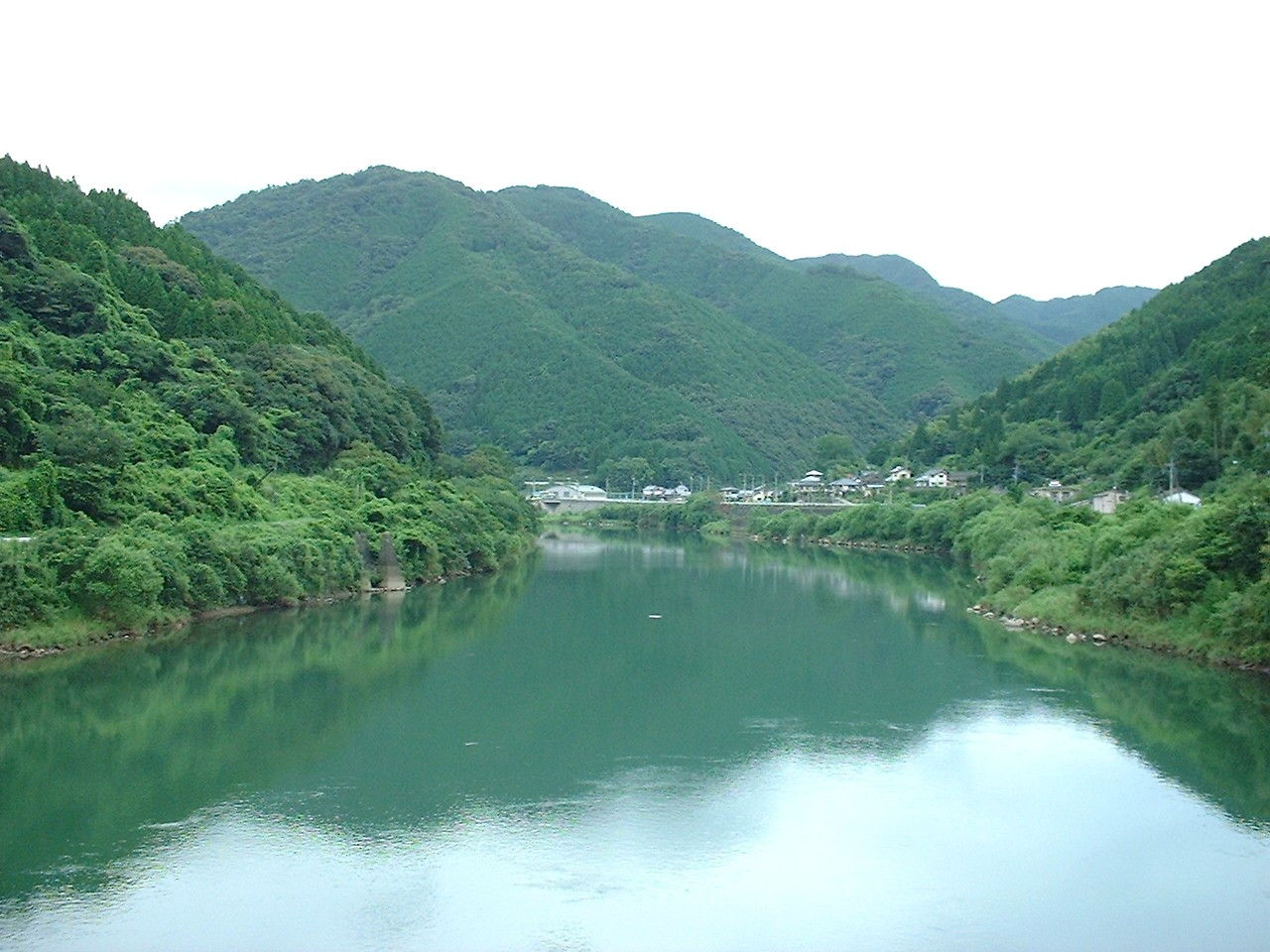
車窓から眺める球磨川
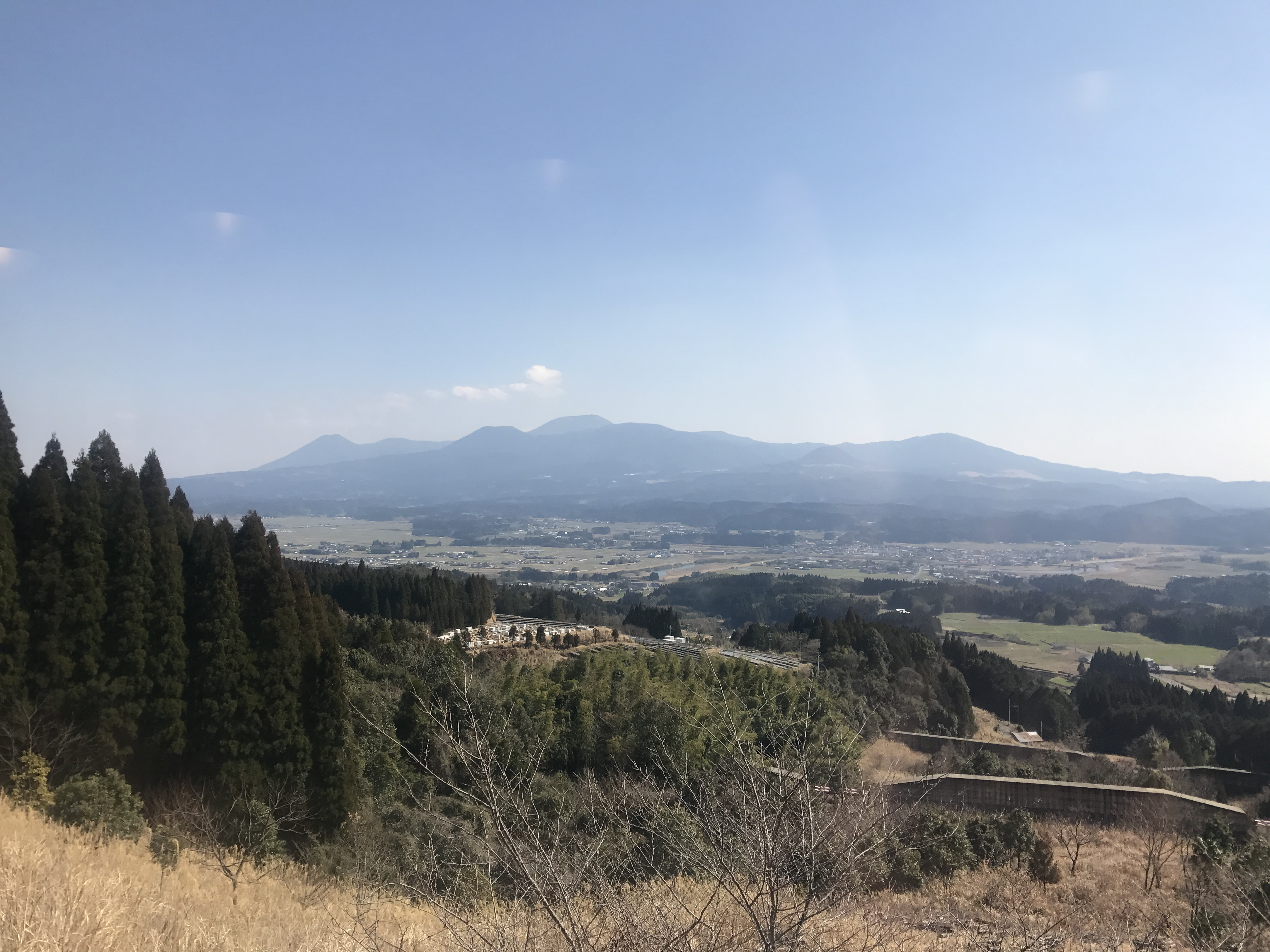
日本三大車窓の一つ「矢岳越え」

## 運行形態
人吉駅と吉松駅で運行系統が分かれている。また、全線でワンマン運転を実施している。
過去には前述の特急「おおよど」、急行「えびの」のほか、特急「九州横断特急」「くまがわ」や、休日を中心に観光快速列車「SL人吉号」「ディーゼル人吉号」「SL人吉」「九千坊号」が運転されていた。

### 八代駅 - 人吉駅間
当区間は、2020年の令和2年7月豪雨の影響で多くの橋梁が流失するなどして100億円超とも見積もられているほどの甚大な被害が発生し、不通となっている。なお、当面の間、八代駅 - 葉木駅間と一勝地駅 - 人吉駅間において、平日の朝と夕方に限りジャンボタクシーによる代行バスの運行を行っている。また、後述の人吉駅 - 吉松駅間も不通となっている。
2024年（令和6年）3月、熊本県とJR九州が2033年度頃の鉄道での復旧を掲げた復興方針案で合意することで最終調整に入ったことが明らかになった。同年4月4日に同区間をJR九州による直営から上下分離方式に移行したうえで、鉄道により復旧することを定めた基本合意書を締結した。2025年3月末までに国と熊本県、JR九州による最終合意へ向けて調整が行われ、この中でJR九州は復旧へのコスト面から利用の少ない駅の廃止など、駅の配置数や位置、復旧後の駅のあり方を検討することを県に求め、利用者の少ない瀬戸石駅（八代市）、海路駅（芦北町）、那良口駅（球磨村）の3駅の廃止案が浮上した。その後、同月に行われた県や沿線自治体などによる「JR肥薩線再生協議会」は、前述の3駅の廃止を含む復興計画案をまとめた。この案は同年3月31日に開かれた第11回JR肥薩線検討会議で了承され、翌4月1日に木村敬熊本県知事と古宮洋二JR九州社長が最終合意書を取り交わした。

#### 2020年7月の豪雨災害直前時点で運行されていた列車
八代駅 - 人吉駅間には、熊本駅 - 人吉駅間で特急「かわせみ やませみ」3往復、特急「いさぶろう」「しんぺい」1往復が運転されていた。「いさぶろう」「しんぺい」のうち1往復は人吉駅 - 吉松駅間に普通列車として直通して運転されていた（人吉駅で列車番号を変更）。
普通列車は上下8往復運転されていて、時間帯によっては3時間前後運転間隔が開くこともあった。始発は上下ともに5時台と比較的早く、最終列車は21時台半ば（2018年3月16日までは22時台）となっていた。また、臨時列車として土日祝日などを中心に「SL人吉」が運転されていた。特急列車および「SL人吉」は熊本駅まで直通して運転されていたほか、朝の上り1本は八代駅で鹿児島本線の快速列車となり、実質的に熊本駅まで直通していた（ただし、2020年3月改正時点のダイヤでは八代駅で先発の普通列車に乗り換えた方が熊本駅に4分早く到着する）。この列車は2018年（平成30年）までは肥薩線内でも快速運転を行い、時刻表上は同一列車だった。夕方の下り1本は八代駅から吉松駅まで直通していた。九州新幹線が全線開通した2011年（平成23年）以降、九州新幹線との接続のために新八代駅行きの直通列車も運転されていたが、2018年（平成30年）のダイヤ改正で新八代駅までの直通運転は廃止された。

##### 特急「かわせみ やませみ」
2017年（平成29年）3月4日から運行を開始した特急列車。熊本駅 - 人吉駅間を1日3往復毎日運転されていた。車内は人吉球磨産の杉やヒノキを用い、リクライニングシートやボックスシート、カウンター席を配置されている。車両はキハ47形8000番台・9000番台が充当されている。
2022年（令和4年）9月23日ダイヤ改正からは、運行区間が豊肥本線熊本駅 - 宮地駅間に変更された。

##### 特急「いさぶろう」「しんぺい」
2004年（平成16年）の九州新幹線部分開業（新八代駅 - 鹿児島中央駅）時に運行を開始した観光列車。2017年（平成29年）3月時点で、熊本駅 - 吉松間に1往復、人吉駅 - 吉松駅間に1往復の計2往復が運転されていた。熊本駅 - 人吉駅間は特急列車、人吉駅 - 吉松駅間は普通列車として運転された。人吉駅発着の列車は人吉駅で熊本駅発着の特急「かわせみ やませみ」と接続し、吉松駅発着の列車は吉松駅で鹿児島中央駅発着の臨時特急「はやとの風」と接続していた（運転日のみ）。車両は、キハ140形・キハ47形9000番台からなる2両編成（「SL人吉」運転日などにはキハ47形改造車1両を増結し3両で運転）で、キハ140形には車体中央部に展望スペースが設けられている。2023年10月4日をもって運行を終了した。なお、「いさぶろう・しんぺい」の車両は2024年4月26日から「かんぱち・いちろく」の車両となっている。

##### 快速「SL人吉」
熊本駅 - 人吉駅間を運行していた、蒸気機関車（SL）牽引による臨時快速列車。1988年（昭和63年）から「SL人吉号」として運行開始。2005年（平成17年）に蒸気機関車が故障を起こしてからはディーゼル機関車牽引の「ディーゼル人吉号」や気動車で後述の「九千坊号」が運行された。
蒸気機関車修復後、2009年（平成21）4月25日に「SL人吉」として運転を再開し、1日1往復、土・日・祝日や夏休み、春休みなどを中心に年間150日程度の定期運転を実施していた。蒸気機関車は58654を使用し、客車は50系3両編成で、「あそBOY」で使用されていた車両を新たにリニューアルして使用していた。全車両座席指定席であり、通常よりも高額な価格設定となっていた。肥薩線が不通となった後は、鹿児島本線 熊本駅 - 鳥栖駅間で運行されていたが、2024年（令和6年）3月24日をもって運行を終了した。

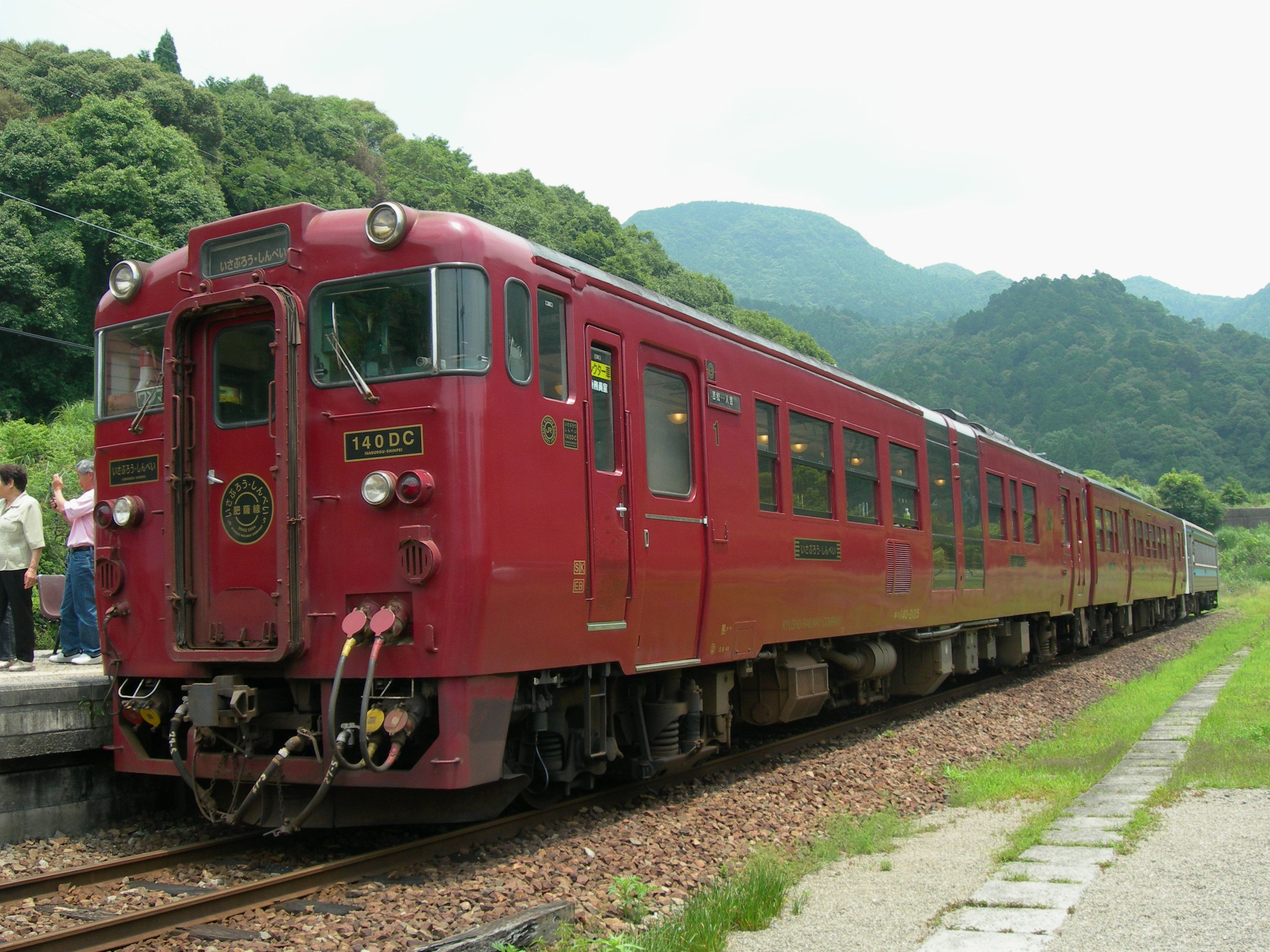
「いさぶろう」「しんぺい」（2009年7月 真幸駅）
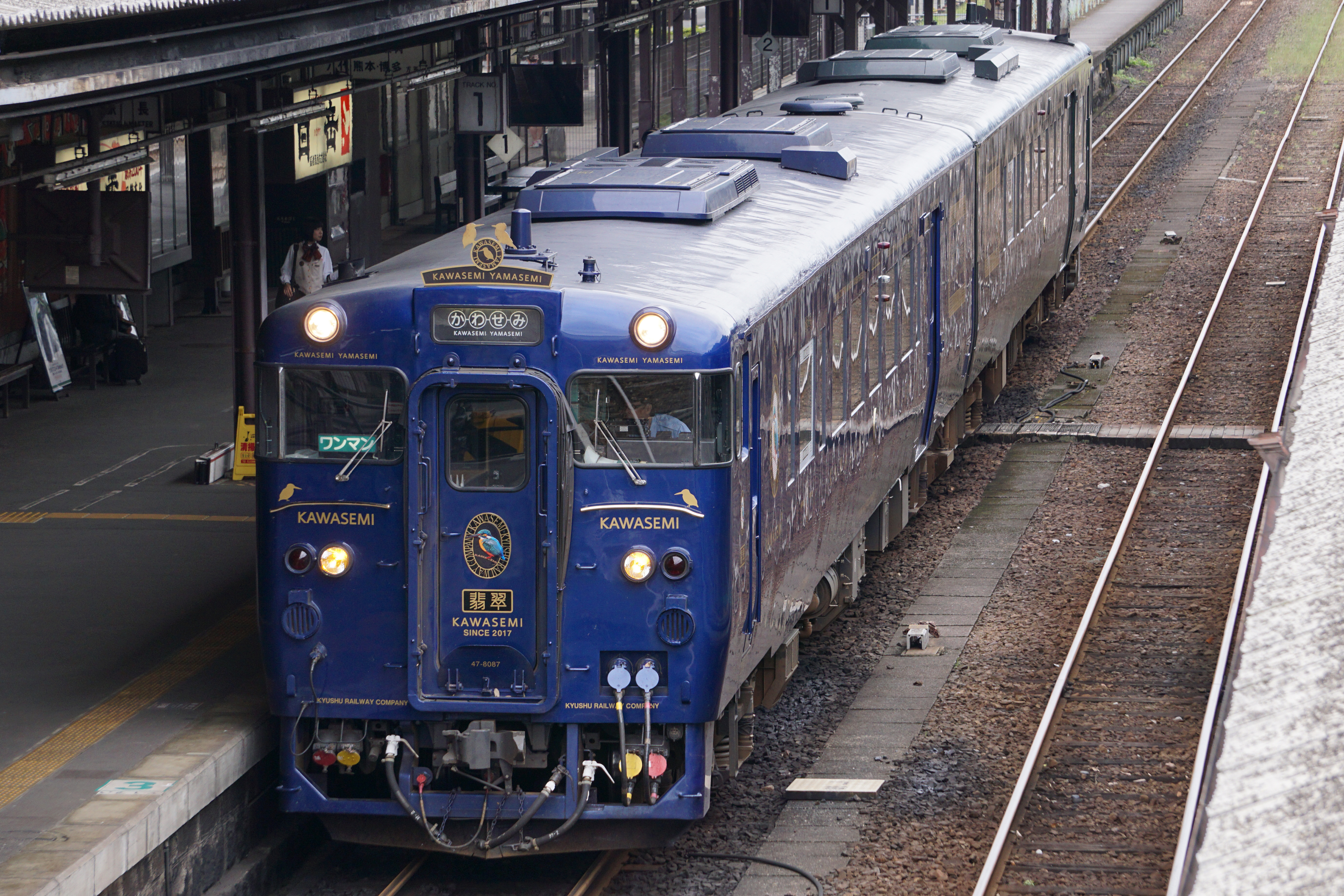
「かわせみ やませみ」（2017年5月 人吉駅）
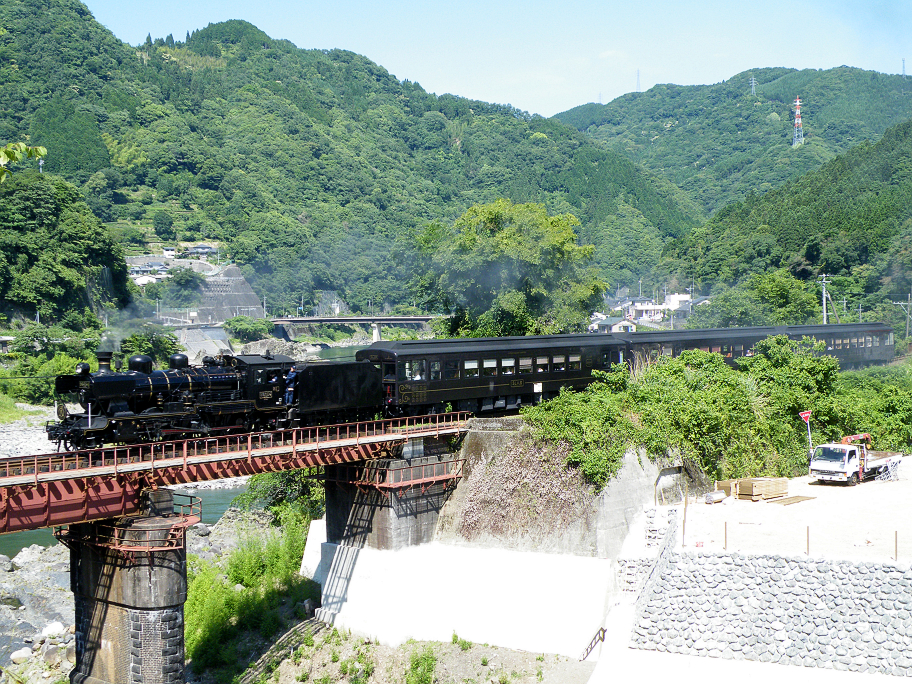
「SL人吉」（2009年6月）

#### 2020年より前に廃止

##### 快速列車
2016年（平成28年）3月26日のダイヤ改正で廃止された特急「九州横断特急」「くまがわ」の代替列車として、熊本駅・八代駅 - 人吉駅間に4往復設定された（夜の下り1本のみ八代駅始発でそれ以外は熊本駅発着）。この列車には特に愛称名は付けられていなかった。その後2017年（平成29年）3月4日のダイヤ改正でこのうち熊本駅発着の3往復が特急「かわせみ やませみ」に置き換えられ、2018年（平成30年）3月17日のダイヤ改正で最後に残った1往復は下りが廃止、上りが八代駅始発に短縮したことで肥薩線内を走行しなくなった。
最後に残った1往復は基本的に特急列車時代の停車駅を踏襲していたが、かつて一部列車が停車していた松橋駅、球泉洞駅は通過し、白石駅に停車していた。車両は主にキハ40形またはキハ220形が1両編成で使用された。特急列車よりも停車駅が多いが、所要時間は特急列車と変わらず、上りの快速は人吉駅 - 熊本駅間を1時間30分、下りの快速は八代駅 - 人吉駅間を1時間7分で走行していた。
停車駅
熊本駅 ← 新八代駅 ← 八代駅 - 坂本駅 - 白石駅 - 一勝地駅 - 渡駅 - 人吉駅
2016年（平成28年）3月のダイヤ改正から2017年（平成29年）3月のダイヤ改正まで昼間時間帯に運転されていた3往復の快速列車はキハ47形2両編成が使用され、白石駅を通過していた。この改正で同列車は特急「かわせみ やませみ」に置き換えられた。

##### 「九千坊号」
九千坊号（きゅうせんぼうごう）は、2005年（平成17年）10月2日から日曜・祝日・年末年始に熊本駅 - 人吉駅間を1往復運行していた観光用の快速列車である。1988年（昭和63年）から運行されていた初代「SL人吉号」が、豊肥本線での運行中に機関車に甚大な車両故障が発生したことが原因で運行を終了した後（前節も参照）、その代替として設定された。車両はアコモデーション改装を施したキハ31形気動車を使用していた。通常の座席の代わりに畳敷きのボックスシートを4つ（16人分）用意しているのが特徴であり、畳敷きの部分およびその脇の椅子（1人掛け）4席は座席指定席となっていた。そのほかに自由席部分が9席分あった。トイレはなかった。2008年（平成20年）3月15日のダイヤ改正で普通列車に格下げされ、八代駅 - 人吉駅間の定期運用の普通列車に休日だけヘッドマークを付けたものとなっていた。2009年（平成21年）3月14日のダイヤ改正で廃止された。当時のダイヤは同年4月25日から再び運行が再開された2代目「SL人吉」に継承された形となっている。
この列車は観光用であるため、車内で観光案内が音声で流れ、要所要所でスピードを落として運行していた。前述の「いさぶろう」「しんぺい」と同じような球磨川の風景を観賞してもらうための列車であった。
列車愛称の「九千坊」とは、揚子江上流の唐天竺から球磨川に来た伝説の河童の名である。
快速列車として運転していた際の停車駅
熊本駅 - 川尻駅 - 宇土駅 - 松橋駅 - 有佐駅 - 新八代駅 - 八代駅 - 坂本駅 - 葉木駅 - 瀬戸石駅 - 吉尾駅 - 白石駅 - 球泉洞駅 - 一勝地駅 - 渡駅 - 人吉駅

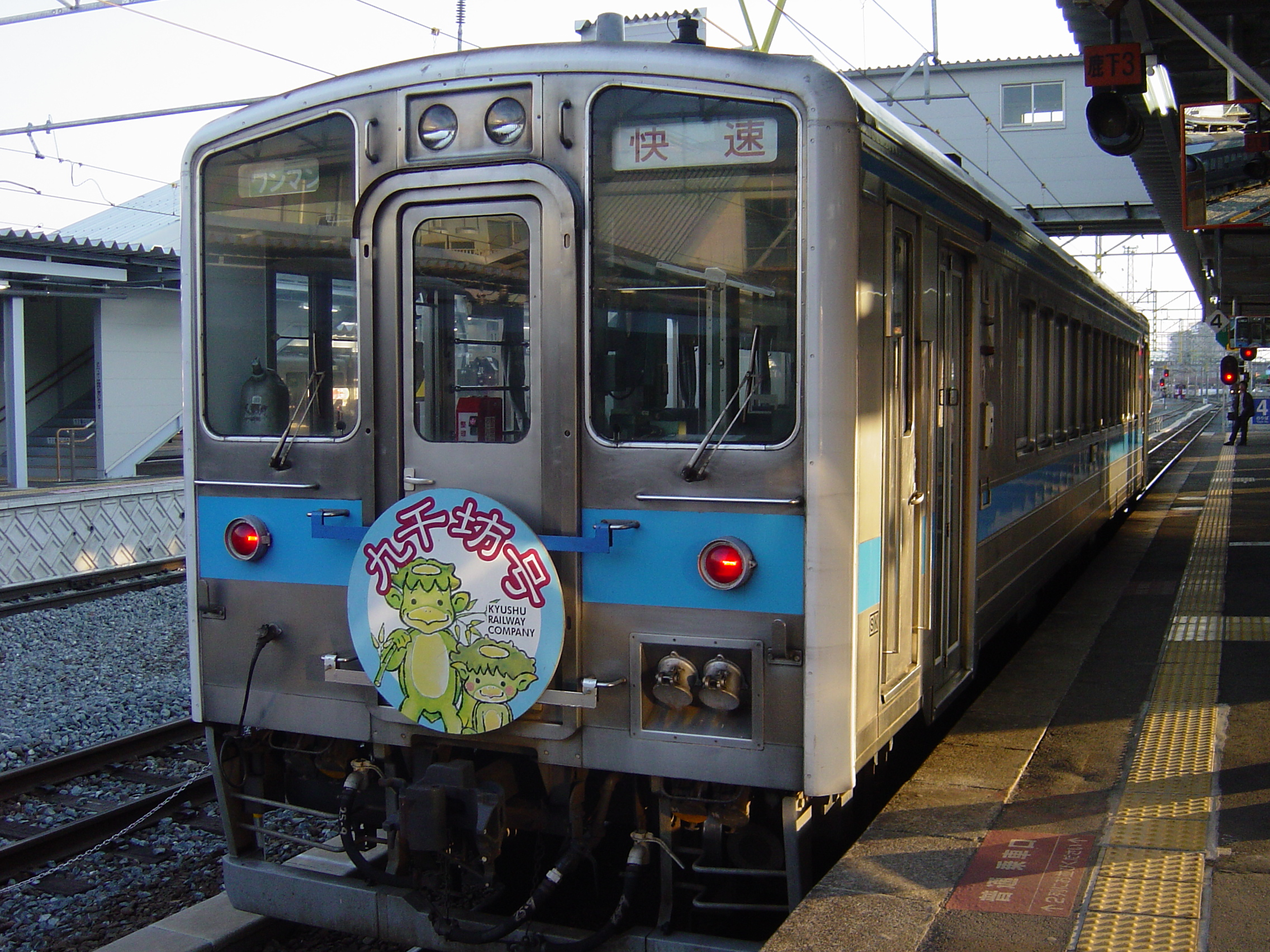
キハ31形で運行される快速列車「九千坊号」（2007年3月18日、熊本駅にて撮影）
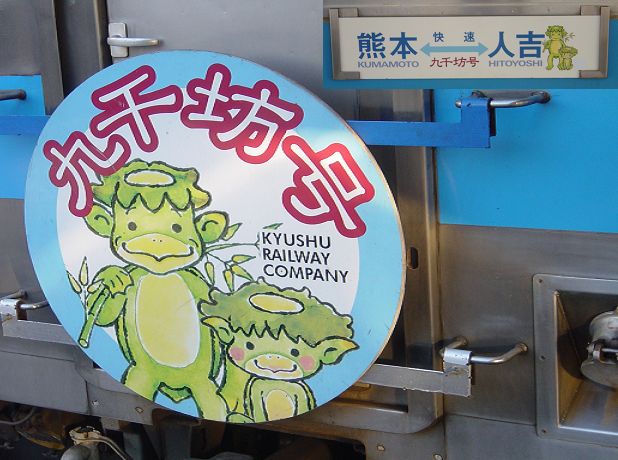
九千坊号のヘッドマークとサイドボード（2007年3月18日、熊本駅にて撮影）

### 人吉駅 - 吉松駅
人吉駅 - 吉松駅間は本数が少なく1日3往復の運転であり、うち2往復は観光列車「いさぶろう」「しんぺい」、残り1往復が一般気動車での運転である。2018年（平成30年）3月ダイヤ改正までは一般気動車が3往復、「いさぶろう」「しんぺい」と合わせて5往復運転されていた。「いさぶろう」「しんぺい」のうち1往復は熊本駅発着で熊本駅 - 人吉駅間が特急列車として運行されている。人吉駅 - 吉松駅間では普通列車として運転されるが、一部の座席を除いて指定席である。一般気動車で運行される列車は下りのみ八代駅から直通して運転されている。2018年（平成30年）3月ダイヤ改正までは上りにも八代駅まで直通する列車が存在した。一般気動車の場合でも、多客期の昼間に「いさぶろう」「しんぺい」同様、日本三大車窓の矢岳越え付近での徐行および一時停止を行う場合がある。
2020年に発生した令和2年7月豪雨の影響で当区間も前述の八代駅 - 人吉駅間とともに不通となっている。地元沿線からは当区間の先行再開を要望しているが、八代駅 - 吉松駅の運行管理システムが浸水した人吉駅構内にあるため、JR九州は今後の路線の在り方に関わることから「早期復旧についてはお答えしかねる」と述べ、持続可能性の観点において鉄道での復旧について慎重な姿勢を見せていた。
2024年（令和6年）3月、熊本県とJR九州が、2033年度頃の鉄道での復旧を掲げた復興方針案で合意することで最終調整に入ったことが明らかになる。被災から4年近くが経過する中、地域の要望に配慮してJR九州が県の復興方針案を受け入れることにした。復旧費は約235億円と見積もられており、約9割を国と県が負担する。復興方針案では観光振興に重点を置いているが、JR九州は日常の利用も求めており、県側は今後の検討会議で利用促進についてJR九州に回答を示す方針と報じられた。同年4月、当区間については今後協議すると報じられた。

### 吉松駅 - 隼人駅
吉松駅 - 隼人駅間には、普通列車が1 - 3時間に1本程度運行されている。土休日や多客時には吉松駅 - 鹿児島中央駅間で臨時特急「はやとの風」が運転されていたが、2020年の令和2年7月豪雨やその直前に始まった新型コロナウイルス感染症流行に伴う旅客利用状況から、2020年9月18日より当面の間運休となっている。
普通列車の一部は吉都線や日豊本線と直通運転を行っており、吉都線経由で都城駅まで直通運転する列車があるほか、都城駅からさらに日豊本線に直通する隼人駅発南宮崎駅行きも運転されている。2020年（令和2年）3月改正までは逆方向の吉都線経由宮崎駅発隼人駅行きも運行されていたが、吉松駅で系統分割されて廃止された。始発列車は5時台に、最終列車は21時台に設定されている。
鹿児島中央駅への直通列車も設定されていたが、2022年（令和4年）9月ダイヤ改正で、隼人駅での系統分割により直通運転が廃止された。

#### 特急「はやとの風」（廃止）
2004年（平成16年）の九州新幹線部分開業時に運行を開始し、吉松駅 - 鹿児島中央駅間で1日2往復、毎日運転されていた。全列車が熊本駅・人吉駅 - 吉松駅間で運転される観光列車「いさぶろう」「しんぺい」と吉松駅で接続する。車両は、キハ47形・キハ147形からなる2両編成で車両中央部には展望スペースが設置されている。
2018年（平成30年）3月17日のダイヤ改正で毎日運行を取りやめ、土休日や多客時のみ運転される臨時列車となった。2022年（令和4年）3月21日をもって運行を終了した。なお、はやとの風の車両はその後「ふたつ星4047」の車両になっている。

### その他の列車

#### ななつ星 in 九州
2018年（平成30年）3月31日時点では、肥薩線はクルーズトレイン「ななつ星 in 九州」の3泊4日コースのルートとなっており、水曜日に八代駅から隼人駅に向けて下り、金曜日の早朝から午後にかけて隼人駅から大畑駅、人吉駅などに停車しながら八代駅に向けて上るダイヤとなっていた。
2016年3月までは隼人駅から八代駅に向けて深夜に上りのみ運行されていた。ただし深夜帯に走行するため、肥薩線内は運転停車のみの通過扱いで営業（客扱い）停車は行われなかった。その後しばらくの間、肥薩おれんじ鉄道を通るルートを走行していたため、肥薩線への入線は行われていなかったが、2017年に発生した九州北部豪雨による久大本線の橋梁流失に伴うルート変更により、同年8月22日から実施される3泊4日コースから、最終日に肥薩線を通過することとなった。しかし、2017年9月に九州を襲った台風18号による被災で日豊本線が長期運休となり、再びルートが変更され、肥薩線を往復するルートとなった。翌2018年（平成30年）3月からの新コース設定により、2016年（平成28年）3月以来、約2年ぶりに肥薩線は3泊4日コースの正式コースとなった。肥薩線内では大畑駅と人吉駅に停車し、人吉市にある国宝青井阿蘇神社の見学や昼食（列車内）が行われた。

#### 貨物列車
定期貨物列車は1987年（昭和62年）の国鉄分割民営化時に廃止されているが、くま川鉄道で新型車両を導入する際に、八代駅 - 人吉駅間でその新型車両を輸送するための臨時の甲種輸送貨物列車が走ることがある。この列車は日本貨物鉄道（JR貨物）門司機関区のDE10形ディーゼル機関車が牽引を担当する。

#### 回送列車
上記のように2017年9月の台風18号により日豊本線の一部区間が被災して運転見合わせとなっていた影響（同年12月18日復旧）で、肥薩線が北九州・福岡地区と鹿児島・宮崎両地区を結ぶ唯一の自社在来線となり、両地区に所属する車両が小倉総合車両センターで検査を受けるため、また他地区の車両が車両配給のために当線経由で回送されたことがある。なお、気動車に限らず電車も回送され、その際はDE10形ディーゼル機関車が牽引を担当した。2017年（平成29年）10月6日に初めて大分車両センター所属の787系Bo105編成が福岡方面から鹿児島方面へと回送されており、この他にも787系6両編成、415系、713系の回送実績がある。

## 使用車両
- 8620形蒸気機関車・50系客車：「SL人吉」で使用されていた。
- キハ40形・キハ140形気動車：特急「いさぶろう」「しんぺい」および「かわせみ やませみ」（「いさぶろう」「しんぺい」用車両代走時のみ）、全線で普通列車に使用[46][47][48]。
  - 2024年3月18日より、肥薩線開業120周年、吉都線開業110周年、指宿枕崎線開業60周年を記念して、キハ40形1両を国鉄色に復刻し、吉松駅- 隼人駅間で運転。当線のほかにも、指宿枕崎線、日豊本線（宮崎駅 - 都城駅間、国分駅 - 鹿児島中央駅間）、吉都線などでも運転[49][50]。
- キハ47形・キハ147形気動車：特急「いさぶろう」「しんぺい」および「かわせみ やませみ」、吉松駅- 隼人駅間で普通列車に使用[46]。
- キハ220形気動車：八代駅 - 吉松駅間で普通列車に使用[51]。

八代駅 - 吉松駅間では特急として運行される「かわせみ やませみ」および「いさぶろう・しんぺい」を除き、両開き扉･片運転台のキハ47形は普通・快速列車には充当されず、通常は片開き扉･両運転台のキハ40形、キハ140形が使用される。キハ220形は熊本車両センター所属のキハ220-1102が運用につく。この車両は2011年まで指宿枕崎線で運行されていた特別快速「なのはなDX」の指定席車として運転されていた車両であり、内装がキハ220形200番台と同じような白を基調としたものになっており、床がフローリング、回転クロスシート、展望窓があるなど、他のキハ220形にない特徴を持つ。長らく使用されていたキハ31形は2018年3月改正以後、三角線のみの運行となり、肥薩線への入線はなくなった。キハ31形にはトイレが設置されていなかったが、トイレ付き車両との併結ではなく単独で運用されたことがある（他の車両にはトイレ設置済）。
八代駅 - 人吉駅 - 吉松駅間の普通列車（「いさぶろう」「しんぺい」を除く）はキハ40形、キハ140形、キハ220形の共通運用となっており、原則1両編成である。ただし、イベント開催時などの乗客が増える場合は2両編成となることがある。それぞれワンマン運転であり、1両編成の場合は後乗り前降り方式、2両編成の場合は一番前の車両の後ろのドアから乗車し、前のドアから降車する方式をとっている。乗車の際には整理券を受け取り、降車の際に運転席横運賃箱に整理券と運賃、または乗車券を投入する。ただし、八代駅、人吉駅の終日と吉松駅の日中は改札口にて改札・運賃精算を行う。また八代駅と人吉駅には券売機が設置されており、整理券は発行されない。
吉松駅 - 隼人駅間の普通列車は、吉都線・日豊本線との共通運用であり、キハ40形・キハ140形・キハ47形・キハ147形が1両 - 3両編成で運用されている。朝には3両編成の列車が設定されており、車掌が乗務する。それ以外の列車は1 - 2両編成でワンマン運転を行っている。

## 歴史

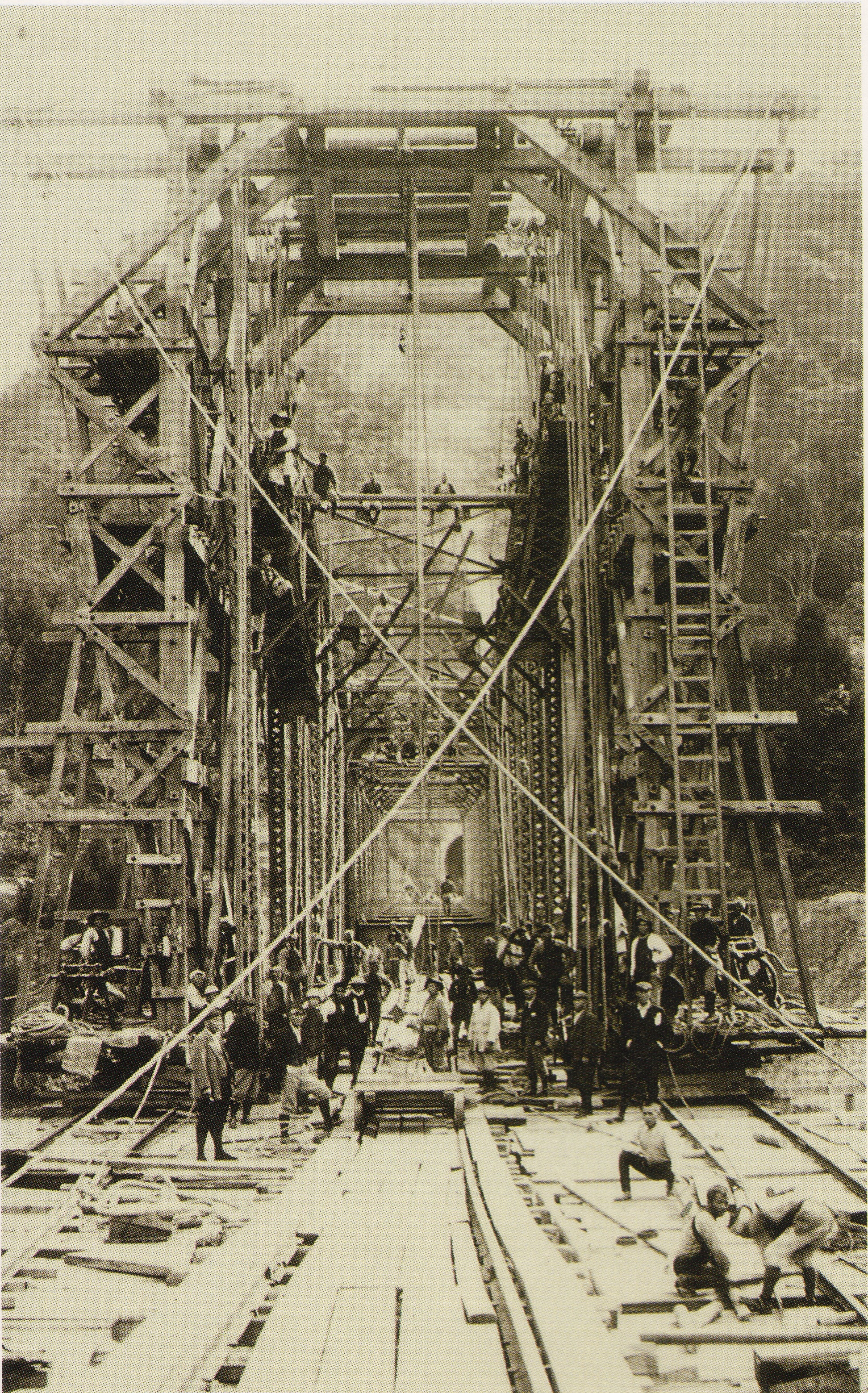
球磨川第一橋梁の建設工事

八代駅 - 人吉駅間は、九州鉄道が建設した門司駅 - 八代駅間の八代線を延伸する形で、官設鉄道の人吉線（ひとよしせん）として開業したものである。
吉松駅 - 隼人駅間は、官営で1901年（明治34年）に開業していた鹿児島線を延伸する形で1903年（明治36年）に開業した。人吉駅 - 吉松駅間が開業し、全通したのは1909年（明治42年）で、この時に門司駅 - 人吉駅 - 吉松駅 - 隼人駅 - 鹿児島駅間が鹿児島本線となった。人吉のループ線は、このとき日本最古の鉄道ループ線としての開通となっている。
川内経由の川内本線（現在のルート）が1927年（昭和2年）に全通すると八代駅 - 人吉駅 - 鹿児島駅間は肥薩線となり、都城駅 - 隼人駅間（国都線）が1932年（昭和7年）に全通して現在の日豊本線のルートが完成すると隼人 - 鹿児島間が日豊本線に編入され、八代駅 - 隼人駅間が肥薩線となった。
なお、現行の肥薩線以前に現在肥薩おれんじ鉄道線となっている八代駅 - 湯浦駅間が肥薩線を名乗っていたが、1927年（昭和2年）に鹿児島駅 - 水俣駅間の川内本線と接続し、現行の肥薩線と路線名称を交換する形で鹿児島本線に編入されている。

### 鹿児島線
- 1903年（明治36年）
  - 1月15日：【延伸開業】官設鉄道 国分駅（現在の隼人駅） - 横川駅（現在の大隅横川駅） 【駅新設】嘉例川駅、横川駅[1]
  - 9月5日：【延伸開業】横川駅 - 吉松駅 【駅新設】栗野駅、吉松駅[1]
- 1908年（明治41年）11月1日：【駅新設】（貨）牧園駅[1]
- 1909年（明治42年）
  - 7月11日：【貨物駅→一般駅】牧園駅[1]
  - 10月12日：【国有鉄道線路名称設定】鹿児島線 鹿児島駅 - 吉松駅[1]
  - 11月21日：【編入】鹿児島線→鹿児島本線[1]

### 人吉本線→鹿児島本線
- 1908年（明治41年）6月1日：【開業】官設鉄道 八代駅 - 人吉駅 【駅新設】坂本駅、白石駅、一勝地駅、渡駅、人吉駅[1]
- 1909年（明治42年）
  - 10月12日：【国有鉄道線路名称制定】人吉本線 門司駅（現在の門司港駅） - 人吉駅[1]
  - 11月21日：【延伸開業・全通】人吉駅 - 吉松駅 【駅新設】矢岳駅、大畑駅（運転業務のみ扱い） 【線名改称】人吉本線→鹿児島本線 門司駅（現在の門司港駅） - 人吉駅 - 鹿児島駅（全通し改称。鹿児島線を編入）[1]
  - 12月26日：【駅客貨扱い開始】大畑駅[1]
- 1910年（明治43年）6月25日：【駅新設】瀬戸石駅、（貨）那良口駅[1]
- 1911年（明治44年）
  - 3月11日：【駅新設】真幸駅（運転業務のみ扱い）[1]
  - 5月11日：【駅客貨扱い開始】真幸駅[1]
- 1913年（大正2年）3月11日：【貨物駅→一般駅】那良口駅[1]
- 1916年（大正5年）9月11日：【信号場新設】表木山[1]
- 1920年（大正9年）
  - 9月1日：【駅名改称】横川駅→大隅横川駅[1]
  - 10月11日：【信号場→駅】表木山駅[1]
- 1923年（大正12年）10月4日：大隅横川駅から牧園方面へ列車が暴走し、天降川に架かる上尾田鉄橋から機関車が転落[3]。

### 肥薩線
- 1927年（昭和2年）10月17日：【路線分離・線名改称】鹿児島本線→肥薩線 八代駅 - 吉松駅 - 鹿児島駅（川内本線全通に伴い分離。改称）[3]
- 1929年（昭和4年）9月1日：【駅名改称】国分駅→西国分駅[3]
- 1930年（昭和5年）9月15日：【駅名改称】西国分駅→隼人駅[3]
- 1931年（昭和6年）4月1日：【駅新設】段駅[3]
- 1932年（昭和7年）12月6日：【路線分離・区間変更】肥薩線 八代駅 - 吉松駅 - 隼人駅（国都線全通に伴い隼人駅 - 鹿児島駅間を日豊本線に編入）[3]
- 1942年（昭和17年）12月21日：【仮乗降場新設】葉木、大坂間[3]
- 1945年（昭和20年）8月22日：吉松駅 - 真幸駅間の第二山神トンネルで肥薩線列車退行事故が起こり50名以上が死亡[3]。
- 1947年「（昭和22年）3月1日：【仮乗降場→駅】葉木駅、大坂間駅[3]
- 1951年（昭和26年）12月：肥薩線で気動車の運転を開始[3]。
- 1952年（昭和27年）6月1日：【駅新設】鎌瀬、海路駅、吉尾駅、西人吉駅[3]
- 1957年（昭和32年）7月5日：【駅新設】植村駅[3]
- 1958年（昭和33年）
  - 2月1日：【駅新設】中福良駅[3]
  - 10月1日：【駅新設】日当山駅[3]
- 1959年（昭和34年）
  - 4月1日：準急「くまがわ」（門司港駅 - 人吉駅）運転開始[4]。
  - 5月1日：準急「えびの」（宮崎駅 - 熊本駅）運転開始[4]。
- 1962年（昭和37年）
  - 1月15日：【駅名改称】牧園駅→霧島西口駅[4]
  - 2月15日：準急「からくに」（出水駅 - 宮崎駅）運転開始。
- 1965年（昭和40年）11月1日：準急「やたけ」（熊本駅 - 西鹿児島駅）運転開始[4]。
- 1966年（昭和41年）3月5日：準急「くまがわ」「えびの」「やたけ」「からくに」を急行に格上げ[4]。
- 1972年（昭和47年）
  - 3月15日：人吉駅 - 吉松駅間でDD51形の使用を開始[4]。
  - 4月4日：人吉駅 - 吉松駅間でD51形重連によるさよなら運転を実施[4]。
  - 7月6日：昭和47年7月豪雨で線路に被害が出て、人吉駅 - 大畑駅間で列車転覆事故が発生、真幸駅が山津波で埋没[4]
  - 8月21日：集中豪雨の被害から復旧して人吉駅 - 吉松駅運転再開[4]。
- 1973年（昭和48年）3月28日：人吉駅 - 八代駅間を完全無煙化[4]。
- 1974年（昭和49年）4月25日：特急「おおよど」（博多駅 - 宮崎駅）運転開始[4]。
- 1977年（昭和52年）2月16日：第三球磨川橋梁を架け替え[4]。
- 1978年（昭和53年）10月2日：急行「やたけ」を快速に格下げ、西鹿児島駅 - 吉松駅間の運転に[4]。
- 1980年（昭和55年）10月1日：特急「おおよど」廃止[4]。
- 1986年（昭和61年）11月1日：全線で特殊自動閉塞（電子閉塞）を導入[5]、快速「やたけ」廃止。
- 1987年（昭和62年）4月1日：【貨物営業廃止】全線 【承継】国鉄分割民営化に伴いJR九州が承継[5]。
- 1988年（昭和63年）
  - 3月13日 【駅名改称】大坂間→球泉洞[5]
  - 10月9日 「SL人吉号」運転開始[5]
- 1993年（平成5年）
  - 8月1日：平成5年8月豪雨により吉松駅 - 隼人駅間が運休[54]。
  - 9月13日：吉松駅 - 霧島西口駅間が復旧[54]。
  - 10月1日：ワンマン運転を開始[5]
  - 11月29日：霧島西口駅 - 隼人駅間が復旧し、全線で運転を再開[54]。
- 1996年（平成8年）3月16日：観光列車「いさぶろう」「しんぺい」運転開始[5]。
- 2000年（平成12年）3月11日：急行「えびの」廃止[5]。
- 2003年（平成15年）3月15日：【駅名改称】霧島西口駅→霧島温泉駅[5]。
- 2004年（平成16年）3月13日：特急「九州横断特急」「くまがわ」「はやとの風」運転開始[5]。
- 2005年（平成17年）
  - 8月21日：「SL人吉号」運行終了により廃止[5]
  - 10月2日：快速「九千坊」運転開始[5]
- 2008年（平成20年）3月15日：快速「九千坊」が普通列車に格下げ。
- 2009年（平成21年）
  - 3月14日：普通列車「九千坊」廃止。
  - 4月25日：「SL人吉」運転再開[5]
- 2016年（平成28年）
  - 3月26日：特急「九州横断特急」「くまがわ」廃止[36]。
  - 4月14日：熊本地震の影響により八代駅 - 吉松駅間が不通となったが、同月24日に運転再開[55]。
- 2017年（平成29年）
  - 3月4日：特急（D&S列車）「かわせみ やませみ」が運転開始[35][56]。
  - 11月3日：10時15分頃、人吉駅発熊本駅行き特急「かわせみ やませみ2号」が坂本駅 - 葉木駅間の佐世野第一踏切で立ち往生した大型トラックと衝突。乗客11人負傷。事故後、八代駅 - 吉松駅間が終日運休に（4日始発より運転再開）[57]。
- 2018年（平成30年）
  - 3月17日：ダイヤ改正により以下のように変更[41][58][59]。
    - 「はやとの風」を毎日運転から、多客期運転の臨時列車に変更。
    - 「くまがわ」から格下げとなった快速列車のうち、残っていた1往復の運転をとりやめ。

  - 7月6日：平成30年7月豪雨により鎌瀬駅 - 瀬戸石駅間で土砂流入が発生し、八代駅 - 吉松駅間が運休[60]。7月10日より八代駅 - 人吉駅間でバスによる代行輸送を実施[61]。
  - 7月12日：人吉駅 - 吉松駅間の運転を再開し、同区間において「いさぶろう・しんぺい」と同時刻に普通列車を運行する[62]。
  - 7月19日：八代駅 - 人吉駅間の運転を再開[63]。
- 2019年（令和元年）6月30日：大雨の影響により全線で運休。
- 2020年（令和2年）7月4日：令和2年7月豪雨の影響で、球磨川第一・第二球磨川橋梁等の多くの設備が冠水及び流失するなどの被害が発生し、八代駅 - 吉松駅間で不通となる[24][25][26]。
- 2022年（令和4年）
  - 3月21日：特急「はやとの風」の運行を終了[64]。
  - 3月31日：吉松駅に併設されていた肥薩線（吉松駅 - 隼人駅間）および吉都線（全線）のCTCセンターが隼人駅に移設。
- 2023年（令和5年）10月1日：八代駅を直営駅化
- 2024年（令和6年）
  - 3月：熊本県とJR九州が、2033年度頃の鉄道での復旧を掲げた復興方針案で合意することで最終調整に入ったことが明らかになる[43]。
  - 4月4日：八代駅 - 人吉駅間の鉄道での復旧に関する基本合意書を締結[31]。人吉駅 - 吉松駅間については別途協議する[30]。
- 2025年（令和7年）
  - 3月31日：八代駅 - 人吉駅間を上下分離方式に移行して鉄道で復旧することで熊本県とJR九州が最終合意し、翌4月1日に合意書を正式に締結[34]。
  - 8月7日：大雨の影響で吉松駅 - 隼人駅間の一部区間で線路に土砂が流入するなどの被害が発生し、吉松駅 - 隼人駅間が当面の間運休となる。9月1日より吉松駅 - 隼人駅間でバスによる代行輸送を実施[65]。

- 応急路としてアスファルト舗装された白石駅-球泉洞駅間の道床
- 雑草に覆われる八代駅-段駅間の線路（2021年）

## 近代化産業遺産群
2007年（平成19年）に経済産業省が選定した全国の近代化産業遺産群33のうちの1つ「九州南部における産業創出とこれを支えた電源開発・物資輸送の歩みを物語る近代化産業遺産群」（南九州近代化産業遺産群）に、物資輸送関連遺産として肥薩線関係の以下の13件が含まれている。
- 坂本駅
- 白石駅
- 球磨川第一橋梁
- 球磨川第二橋梁（災害遺構として保存）[66]
- 大畑駅、周辺の鉄道施設遺産、石造りの給水塔、朝顔型噴水
- 矢岳駅、SL展示館の保存車（蒸気機関車D51 170）
- 矢岳第一トンネル（扁額）
- 人吉機関車庫、人吉駅一番ホームの古レール
- 真幸駅
- 湧水町に残るアーチ煉瓦暗渠
- 吉松駅横の石倉（燃料庫）、吉松駅前の保存車両（蒸気機関車C55 52）
- 大隅横川駅
- 嘉例川駅

## 駅一覧
- 普通列車は全駅に停車。
- 線路（全線単線） … ◇・◆・∨・∧：列車交換可（◆はスイッチバック駅）、｜：列車交換不可
- 駅名欄の背景色が■である駅（段駅 - 真幸駅）は令和2年7月豪雨の影響[24]により不通となっている区間の駅を示している（2020年7月8日時点）。

| 駅名       | 営業キロ | 営業キロ | 接続路線                                                               | 線路 | 所在地          | 所在地          |
| 駅名       | 駅間     | 累計     | 接続路線                                                               | 線路 | 所在地          | 所在地          |
| ---------- | -------- | -------- | ---------------------------------------------------------------------- | ---- | --------------- | --------------- |
| 八代駅     | -        | 0.0      | 九州旅客鉄道：■鹿児島本線 肥薩おれんじ鉄道：肥薩おれんじ鉄道線（OR01） | ∨    | 熊本県          | 八代市          |
| 段駅       | 5.2      | 5.2      |                                                                        | ｜   | 熊本県          | 八代市          |
| 坂本駅     | 5.8      | 11.0     |                                                                        | ◇    | 熊本県          | 八代市          |
| 葉木駅     | 3.4      | 14.4     |                                                                        | ｜   | 熊本県          | 八代市          |
| 鎌瀬駅     | 2.4      | 16.8     |                                                                        | ｜   | 熊本県          | 八代市          |
| 瀬戸石駅   | 2.8      | 19.6     |                                                                        | ◇    | 熊本県          | 八代市          |
| 海路駅     | 3.9      | 23.5     |                                                                        | ｜   | 熊本県          | 葦北郡 芦北町   |
| 吉尾駅     | 3.2      | 26.7     |                                                                        | ｜   | 熊本県          | 葦北郡 芦北町   |
| 白石駅     | 3.1      | 29.8     |                                                                        | ◇    | 熊本県          | 葦北郡 芦北町   |
| 球泉洞駅   | 5.1      | 34.9     |                                                                        | ｜   | 熊本県          | 球磨郡 球磨村   |
| 一勝地駅   | 4.9      | 39.8     |                                                                        | ◇    | 熊本県          | 球磨郡 球磨村   |
| 那良口駅   | 2.6      | 42.4     |                                                                        | ｜   | 熊本県          | 球磨郡 球磨村   |
| 渡駅       | 2.9      | 45.3     |                                                                        | ◇    | 熊本県          | 球磨郡 球磨村   |
| 西人吉駅   | 3.1      | 48.4     |                                                                        | ｜   | 熊本県          | 人吉市          |
| 人吉駅     | 3.4      | 51.8     | くま川鉄道：湯前線（人吉温泉駅：1）                                    | ◇    | 熊本県          | 人吉市          |
| 大畑駅     | 10.4     | 62.2     |                                                                        | ◆    | 熊本県          | 人吉市          |
| 矢岳駅     | 9.5      | 71.7     |                                                                        | ｜   | 熊本県          | 人吉市          |
| 真幸駅     | 7.3      | 79.0     |                                                                        | ◆    | 宮崎県 えびの市 | 宮崎県 えびの市 |
| 吉松駅     | 7.8      | 86.8     | 九州旅客鉄道：■吉都線（えびの高原線）〈隼人方面と直通あり〉            | ◇    | 鹿児島県        | 姶良郡 湧水町   |
| 栗野駅     | 7.5      | 94.3     |                                                                        | ◇    | 鹿児島県        | 姶良郡 湧水町   |
| 大隅横川駅 | 6.5      | 100.8    |                                                                        | ◇    | 鹿児島県        | 霧島市          |
| 植村駅     | 2.0      | 102.8    |                                                                        | ｜   | 鹿児島県        | 霧島市          |
| 霧島温泉駅 | 3.7      | 106.5    |                                                                        | ◇    | 鹿児島県        | 霧島市          |
| 嘉例川駅   | 5.8      | 112.3    |                                                                        | ｜   | 鹿児島県        | 霧島市          |
| 中福良駅   | 2.1      | 114.4    |                                                                        | ｜   | 鹿児島県        | 霧島市          |
| 表木山駅   | 2.4      | 116.8    |                                                                        | ◇    | 鹿児島県        | 霧島市          |
| 日当山駅   | 4.8      | 121.6    |                                                                        | ｜   | 鹿児島県        | 霧島市          |
| 隼人駅     | 2.6      | 124.2    | 九州旅客鉄道：■日豊本線                                                | ∧    | 鹿児島県        | 霧島市          |

- JR九州の直営駅（駅長配置駅）：人吉駅、隼人駅
- JR九州の直営駅（旧業務委託駅）：八代駅
- 簡易委託駅：一勝地駅、栗野駅

上記以外の駅は無人駅である。

### 過去の接続路線
- 栗野駅：山野線 - 1988年（昭和63年）2月1日廃止